# لي سانغ يون
لي سانغ يون مواليد 10 أبريل 1969 في دايجون، هو لاعب كرة قدم كوري جنوبي دولي سابق كان يلعب كمهاجم. سبق له أن لعب في كأس العالم لكرة القدم مع منتخب بلاده.

## المسيرة الاحترافية

### أندية لعب لها
- نادي سونغنام
- نادي لوريان
- جيجو يونايتد

## روابط خارجية
- لي سانغ يون على موقع الاتحاد الدولي (مؤرشف)  (الإنجليزية)
- لي سانغ يون على موقع دوري كوريا الجنوبية (الإنجليزية)
- لي سانغ يون على موقع قاعدة بيانات كرة القدم.إي يو (الإنجليزية)
- لي سانغ يون على موقع ناشيونال فوتبول تيمز (الإنجليزية)